# 1952 ve fotografii
Tento článek popisuje významné události roku 1952 ve fotografii.

## Události
Začátek módy 3-D filmu.

## Ocenění
- Pulitzer Prize for Photography – John Robinson a Don Ultang, Des Moines Register za sérii šesti snímků incidentu na afroamerického sportovce Johnyho Brighta během ragbyového zápasu Drake University - Oklahoma A&M 20. října 1951.

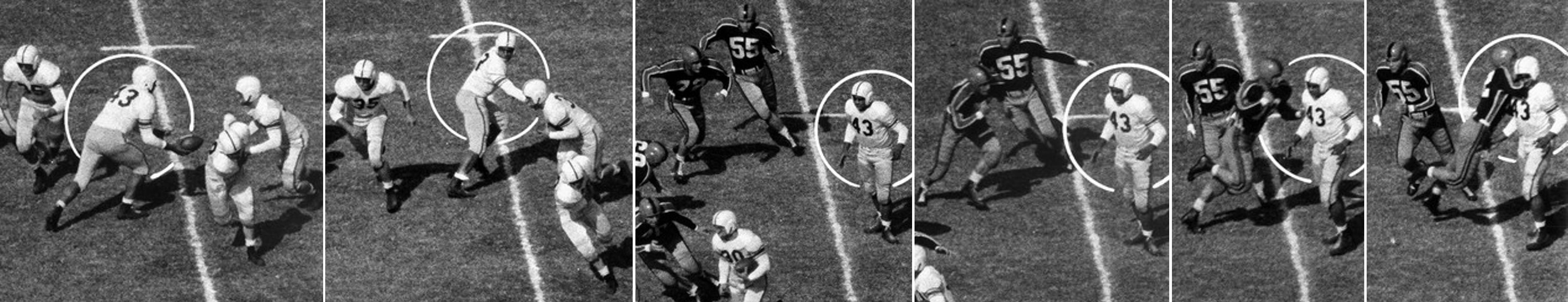
Don Ultang: Oceněná série fotogtrafií Pulitzerovou cenou

## Narození v roce 1952

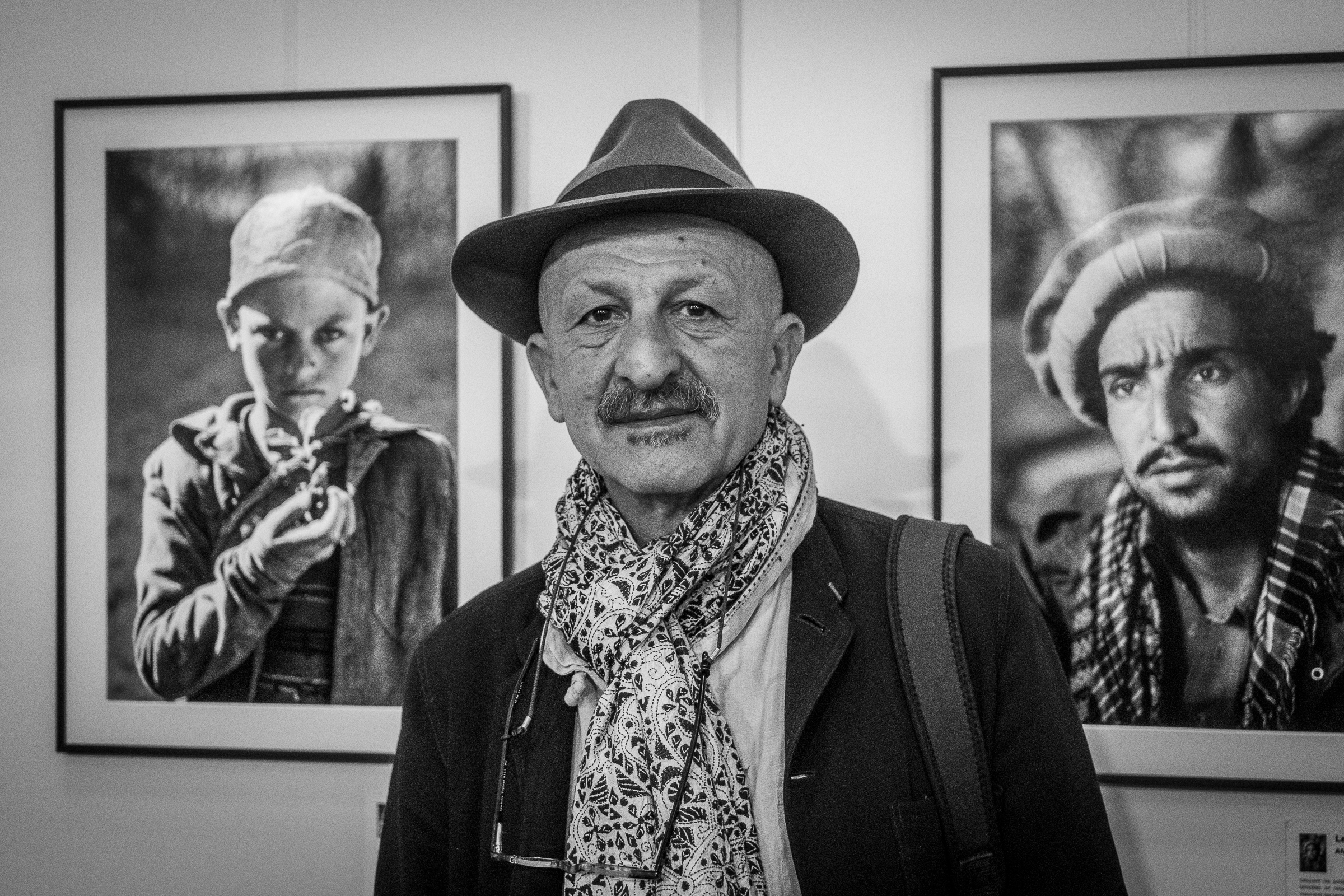
Dne 26. července se narodil Reza Deghati, íránský fotograf žijící ve Francii

- 9. ledna – Aalaeddin Melmasi, íránský fotograf, překladatel a básník († 25. června 2011)
- 19. ledna – Alix Cléo Roubaudová, kanadská fotografka a spisovatelka působící ve Francii († 28. ledna 1983)
- 19. ledna – Peter Marlow, britský fotograf († 21. února 2016)
- 11. února – Bruno de Monès, francouzský fotograf
- 12. února – René Taesch, francouzský fotograf, hudebník a spisovatel († 9. března 2021)
- 22. února – Tomáš Fassati, český vědec, vysokoškolský pedagog, fotograf a odborný manažer, zabýval se teorií vizuální komunikace v komplexní vazbě na interakci člověka, designu i architektury, v benešovském Muzeu umění a designu shromáždil rozsáhlé sbírky volného umění včetně fotografie i videa a také specificky koncipované kolekce užité tvorby – designu včetně grafického († 11. června 2025)
- 14. března – Pavol Breier, slovenský cestovatel a fotograf
- 15. března – Willy Puchner, rakouský fotograf, umělec, grafik a výtvarník
- 17. března – Marie Michaela Šechtlová, česká malířka, fotografka, grafička, autorka exlibris, majitelka uměleckého ateliéru Šechtl a Voseček v Táboře. Její rodiče jsou Josef a Marie Šechtlovi.
- 22. března – Bernard Pras, francouzský fotograf
- 25. března – Claude Salhani, americký fotograf egyptského původu († 13. srpna 2022)
- 3. května – Claudio Edinger, brazilský fotograf
- 5. května – Alex Webb, americký novinářský fotograf
- 19. dubna – Ange Leccia, francouzský malíř, fotograf a filmař
- 29. dubna – Norio Kobajaši, japonský fotograf a profesor
- 17. května – Bryan Peterson, americký fotograf († 5. dubna 2025)
- 23. května – Martin Parr, britský dokumentární fotograf
- 27. května – Juan Mayr, kolumbijský diplomat, fotograf a environmentalista
- 29. května – Jean-Marc Zaorski, francouzský fotograf
- 3. června – Ján Štrba, slovenský fotograf
- 4. června – Jean-Marc Bustamante, francouzský fotograf
- 16. června – Tibor Huszár, slovenský fotograf († 11. září 2013)
- 24. července – Gus Van Sant, americký filmový režisér, fotograf a hudebník
- 26. července – Reza Deghati, íránský fotograf žijící ve Francii
- 1. srpna – Jan Neubert, český fotograf, nakladatel a umělec
- 1. srpna – David Nebreda, španělský fotograf
- 11. srpna – Reid Blackburn, americký fotograf († 18. května 1980)
- 12. srpna – Georgij Pinchasov, ruský novinářský fotograf
- 13. srpna – Herb Ritts, americký módní fotograf († 26. prosince 2002)
- 23. srpna – Pylle Søndergårdová, dánská malířka, umělecká fotografka a keramička
- 18. září – Marcus Leatherdale, kanadský portrétní fotograf aktivní v USA a v Indii († 22. dubna 2022)
- 24. září – Francis Apesteguy, francouzský nezávislý reportér a fotograf († 30. ledna 2022)
- 25. září – Marc Hauser, americký portrétní fotograf († 30. prosince 2018)
- 3. října – Jean-Philippe Reverdot, francouzský fotograf († 9. června 2020)
- 7. října – Micugu Óniši, japonský fotograf, specializuje se na pořizování momentek ze života lidí
- 26. října – Hiromi Nagakura, japonský zpravodajský fotograf
- 15. listopadu – Luc Choquer, francouzský fotograf
- 16. listopadu – Suzanne Pastorová, umělkyně německo-amerického původu se sídlem v Praze. Je známá svým trojrozměrným přístupem k fotografii, zejména svými skleněnými knižními plastikami.
- 27. listopadu – Ivan Hoffman, slovenský písničkář, fotograf a samizdatový vydavatel
- 17. prosince – Jennette Williamsová, americká fotografka známá svými fotografiemi žen († 9. dubna 2017)
- 18. prosince – Bettina Rheims, francouzská umělkyně a fotografka
- ? – Jig'al Šem Tov, izraelský fotograf a učitel fotografie
- ? – Jean Pigozzi, italský sběratel umění, fotograf a módní návrhář
- ? – Mitch Epstein, americký fotograf
- ? – Hocine, fotograf
- ? – Jean Guichard, fotograf
- ? – Manuel Vilariño, fotograf
- ? – Marc Solal, fotograf
- ? – Mattia Bonetti, fotograf
- ? – Walter Niedermayr, fotograf
- ? – Éric Valli, fotograf

## Úmrtí v roce 1952
- 23. ledna – Emma Justine Farnsworthová, americká fotografka (* 16. října 1860)
- 2. května  – Inger Munchová, norská umělkyně, fotografka a učitelka hudby, sestra malíře Edvarda Muncha (* 5. února 1868)
- 3. května  – Hildur Larssonová, švédsko-finská portrétní a krajinářská fotografka Laponska (* 9. září 1882)
- 3. května – Inger Barthová, norská fotografka, provozovala ateliéry v Hamaru a Lillehammeru (* 21. srpna 1858)
- 7. května – Cani Lønborgová, dánská fotografka z fotografické rodiny, provozovala ateliér v Glostrupu (* 28. srpna 1877)
- 16. května – Frances Benjamin Johnstonová, americká fotografka (* 15. ledna 1864)
- 9. června – Alice Austenová, americká fotografka (* 17. března 1866)
- 18. července – Gösta Lundquist, švédský fotograf a vydavatel (* 9. srpna 1905)
- 23. července – Frank Filan, americký fotograf a vítěz Pulitzerovy ceny (7. prosince 1905)
- 19. října – Edward S. Curtis, americký antropolog a fotograf (* 16. února 1868)
- 26. listopadu – Sven Hedin, švédský topograf, cestovatel a fotograf (* 19. února 1865)
- 20. prosince – Paul Boyer, francouzský fotograf (* 28. září 1861)
- 25. prosince – Margrethe Matherová, americká fotografka (* 4. března 1886)
- ? – Lev Jakovlevič Leonidov, ruský fotograf, portrétista a fotoreportér, autor obrazů Fjodora Ivanoviče Šaljapina a Vladimira Iljiče Lenina (* 1889)
- ? – Marie Gullordová (vdaná Marie Dahleová), provozovala fotografické studio v Gjøviku a Elverumu (* 31. prosince 1868)
- ? – Richard Tepe, nizozemský fotograf přírody, průkopník v oblasti fotografie ptáků v Nizozemsku (* 28. srpna 1864 – 16. května 1952)